# Gorica Aćimović
Gorica Aćimović (n. 28 februarie 1985, Banja Luka) este o handbalistă austriacă ce evoluează pentru clubul Hypo Niederösterreich. Născută în Bosnia și Herzegovina, ea a primit cetățenia austriacă în noiembrie 2007.

## Carieră
Gorica Aćimović a jucat handbal la Borac Banja Luka, în orașul natal, înainte de a evolua pentru un an, în sezonul 2003/04, la clubul francez Merignac HB, cu care a participat în Cupa Challenge. În ianuarie 2004, ea a semnat cu Hypo Niederösterreich, alături de care a câștigat în mod repetat campionatul și Cupa Austriei. 
Din vara anului 2009 și până la finele sezonului 2010/11, Aćimović a jucat pentru clubul danez de top Viborg HK. În 2010, Aćimović a câștigat campionatul danez și Liga Campionilor EHF alături de Viborg. 
În 2011, Gorica Aćimović s-a alăturat echipei slovene RK Krim Ljubljana Cu Krim, ea a câștigat în 2012 campionatul și Cupa Sloveniei. În vara anului 2012, Aćimović s-a întors la Hypo Niederösterreich. Cu Hypo, ea și-a adjudecat în 2013 Cupa Cupelor EHF. De asemenea, a câștigat campionatul și Cupa Austriei în 2013 și 2014.
După naturalizare, Gorica Aćimović a devenit componentă a echipei naționale a Austriei. Totuși, ea nu a luat parte la Campionatul Mondial din 2009.
Partenerul de viață al Goricei Aćimović, Vytautas Žiūra, este și el un cunoscut handbalist austriac.

## Palmares
- Liga Austriacă de Handbal:
  - Câștigătoare: 2005, 2006, 2007, 2008, 2009, 2013, 2014

- Cupa ÖHB:
  -  Câștigătoare: 2005, 2006, 2007, 2008, 2009, 2013, 2014

- Liga Slovenă de Handbal:
  - Câștigătoare: 2012

- Cupa Sloveniei:
  -  Câștigătoare: 2012

- Damehåndboldligaen:
  - Câștigătoare: 2010

- Landspokalturnering:
  -  Câștigătoare: 2010, 2011

- Liga Campionilor EHF:
  -  Câștigătoare: 2010
  - Finalistă: 2008

- Cupa Cupelor EHF:
  -  Câștigătoare: 2013

## Distincții individuale
În 2010, Aćimović a primit diploma de Ambasador al Sporturilor al Republicii Srpska.